# Turn 10 Studios
Turn 10 Studios ist ein US-amerikanisches Entwicklerstudio, das auf Rennspiele spezialisiert ist. Der Hauptsitz befindet sich in Redmond, Washington. Das Unternehmen wurde 2001 unter Microsoft Game Studios (jetzt als Xbox Game Studios bekannt) gegründet, um Rennspiele für die Xbox-Plattformen und Windows zu entwickeln. Turn 10 Studios ist eine Abteilung der Xbox Game Studios.

## Geschichte
Turn 10 Studios wurde 2001 von Microsoft unter der Abteilung Microsoft Game Studios (jetzt als Xbox Game Studios bekannt) gegründet, um eine Reihe von Rennspielen zu entwickeln, die später unter dem Namen Forza bekannt wurden. Zum Zeitpunkt der Gründung des Studios verfügten die meisten Mitarbeiter über Erfahrung in der Veröffentlichung von Spielen wie Project Gotham Racing und Golf 4.0, und nicht um Mitarbeiter mit direkter Erfahrung in Entwicklung, Design und Programmierung.

## Fuel
Turn 10 Studios entwickelten ein 3D Modellierungsprogramm namens Fuel. Mit Fuel können mehrere Personen gleichzeitig an einem Auto oder einer Rennstrecke arbeiten. Der Detaillierungsgrad, der jetzt in jedes Modell einfließt, ist immens, einschließlich der Detaile, die Gamer in aktuellen Spielen so gut wie nie sehen werden.

## Entwickelte Spiele
| Jahr | Titel                                   | Plattform(en)                      |
| ---- | --------------------------------------- | ---------------------------------- |
| 2005 | Forza Motorsport                        | Xbox                               |
| 2007 | Forza Motorsport 2                      | Xbox 360                           |
| 2009 | Forza Motorsport 3                      | Xbox 360                           |
| 2011 | Forza Motorsport 4                      | Xbox 360                           |
| 2012 | Forza Horizon                           | Xbox 360                           |
| 2013 | Forza Motorsport 5                      | Xbox One                           |
| 2014 | Forza Horizon 2                         | Xbox 360, Xbox One                 |
| 2015 | Forza Horizon 2 Presents Fast & Furious | Xbox 360, Xbox One                 |
| 2015 | Forza Motorsport 6                      | Xbox One                           |
| 2016 | Forza Motorsport 6: Apex                | Windows                            |
| 2016 | Forza Horizon 3                         | Windows, Xbox One                  |
| 2017 | Forza Motorsport 7                      | Windows, Xbox One                  |
| 2018 | Forza Horizon 4                         | Windows, Xbox One                  |
| 2019 | Forza Street                            | Android, iOS, Windows              |
| 2021 | Forza Horizon 5                         | Windows, Xbox One, Xbox Series X/S |
| 2023 | Forza Motorsport                        | Windows, Xbox Series X/S           |